# Jesús Antonio Lerma Nolasco
Jesús Antonio Lerma Nolasco (ur. 4 lipca 1945 w Xalisco, zm. 10 marca 2025 w Tepic) – meksykański duchowny rzymskokatolicki, biskup pomocniczy Meksyku w latach 2009–2019, biskup Iztapalapa w latach 2019–2021.

## Życiorys
Święcenia kapłańskie przyjął 24 grudnia 1971 i został inkardynowany do diecezji Tepic. Był m.in. wikariuszem biskupim dla rejonu Costa de Oro oraz wikariuszem do spraw duszpasterskich, dyrektorem diecezjalnego czasopisma oraz wikariuszem generalnym.
7 maja 2009 papież Benedykt XVI mianował go biskupem pomocniczym Meksyku oraz biskupem tytularnym aulońskim. Sakry biskupiej udzielił mu 10 lipca 2009 kard. Norberto Rivera Carrera. Jako biskup odpowiadał za meksykańską dzielnicę Iztapalapa.
28 września 2019 z nominacji papieża Franciszka został pierwszym biskupem wydzielonej w tym dniu z archidiecezji meksykańskiej diecezji Iztapalapa.
14 sierpnia 2021 papież przyjął jego rezygnację z pełnionego urzędu złożoną ze względu na wiek.
Zmarł 10 marca 2025 w Tepic.